# James Butler, 1:e hertig av Ormonde

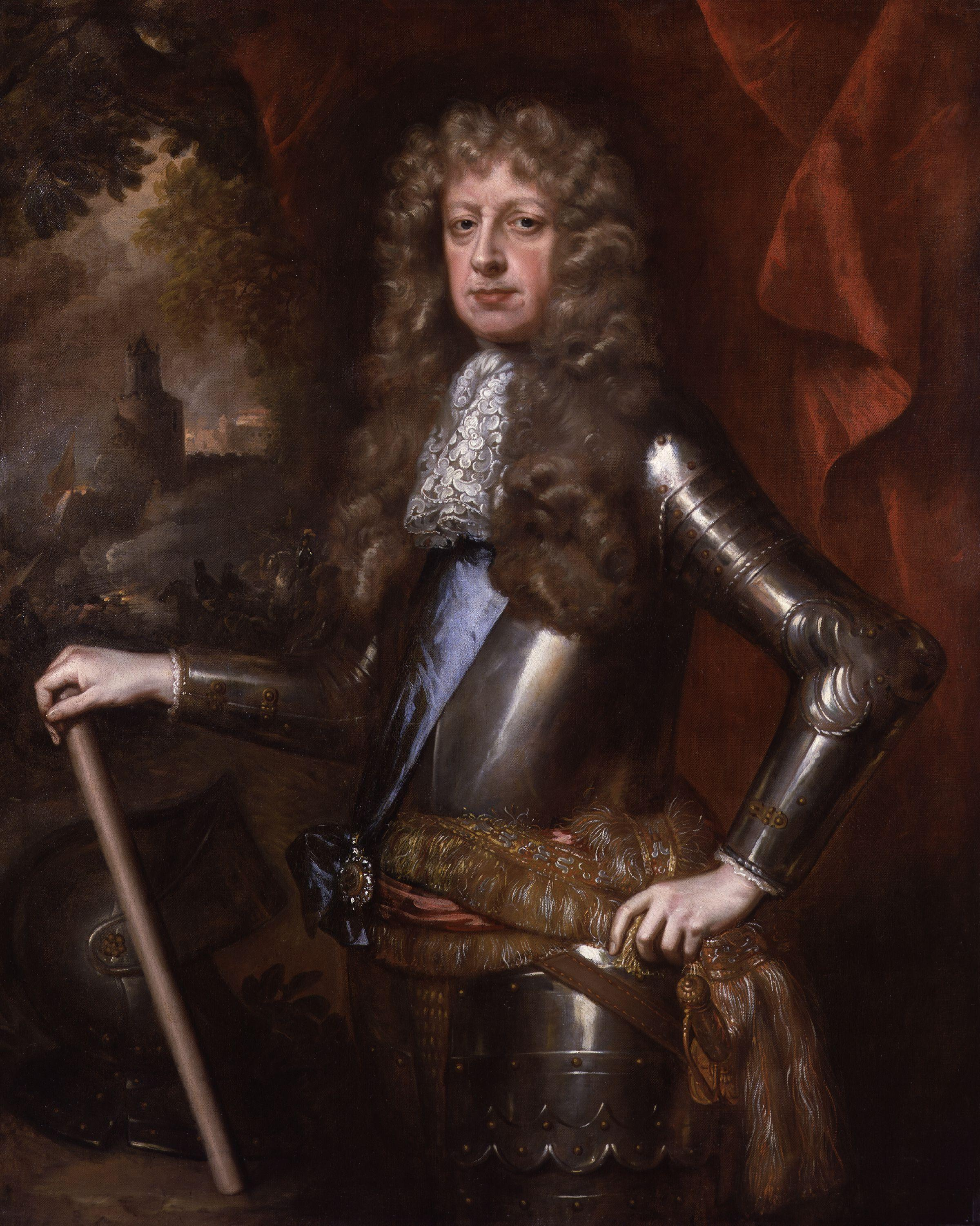
James Butler, 1:e hertig av Ormonde, porträtt av William Wissing.

James Butler, 12:e earl och 1:e hertig av Ormonde, född den 19 oktober 1610 i London, död den 21 juli 1688 på Kingston Lacy i Dorset, var en irländsk aristokrat, sonson till Walter Butler, 11:e earl av Ormonde, son till Thomas Butler, viscount Thurles, far till Thomas Butler, 6:e earl av Ossory.
Ormonde fick genom Jakob I:s försorg protestantisk uppfostran samt hjälptes av Karl I till giftermål med arvtagerskan till den butlerska släktens arvfiendes, huset Desmonds, stora jordagods. Han understödde kraftigt Strafford under större delen av den tid denne var Irlands styresman och rekommenderades av honom till lordlöjtnantsämbetet, vilket han erhöll 1644, sedan han några år som Karl I:s förtroendeman (upphöjd till markis 1642) och med parlamentets gillande bekämpat den nationella irländska upprorsrörelsen. 

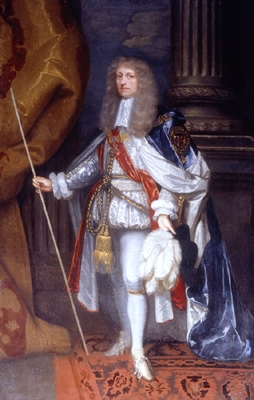
James Butler, 1:e hertig av Ormonde, porträtt av John Michael Wright.

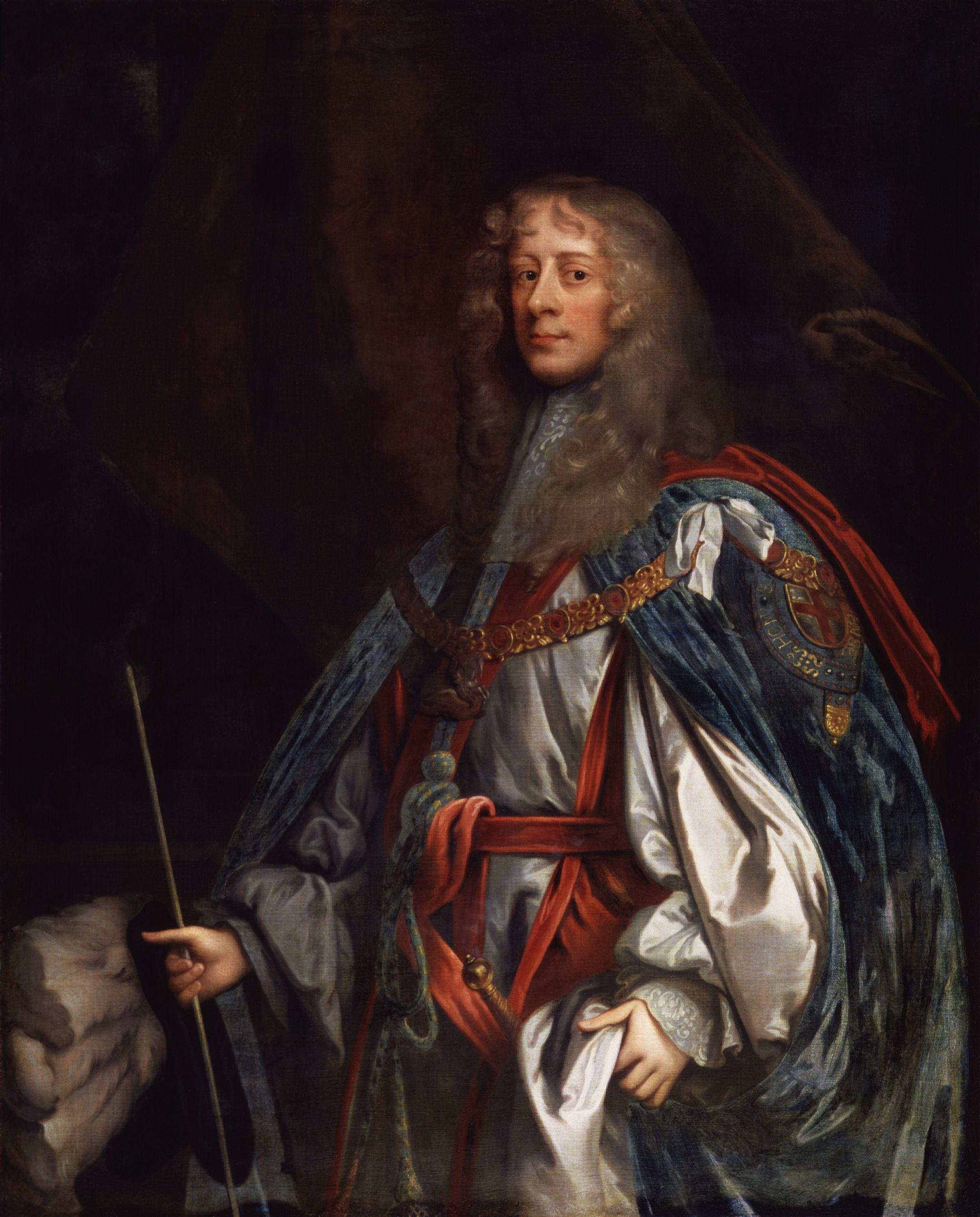
James Butler, 1:e hertig av Ormonde, porträtt av sir Peter Lely.

Hans mellanställning mellan parlamentspartiet och rebellerna blev de följande åren allt svårare, och efter en ihärdig kamp till kungadömets försvar tvingades han 1647 utrymma Irland åt engelska parlamentets anhängare. Ormonde underhöll förbindelser med Karl under dennes fångenskap på Isle of Wight och återvände hösten 1648 som kunglig befälhavare till Irland, där han underlättade försoningen mellan de katolska rebellerna och kungens anhängare samt vid underrättelsen om Karl I:s avrättning genast utropade Karl II till kung. 
Ormonde anföll Dublin och erövrade Drogheda, men Oliver Cromwell och Henry Ireton stabiliserade september–december 1649 parlamentets välde på ön, och i december 1650 måste Ormonde fly till Frankrike, där han sedermera tillhörde Karl II:s närmaste omgivning och av honom användes i viktiga diplomatiska uppdrag. Han undersökte redan 1658 vid ett hemligt besök i England utsikterna för en rojalistisk resning, tog verksam del i förhandlingarna med Monck och belönades efter restaurationen med en mängd ämbeten och hedersbevisningar. 
Så blev han bland annat 1661 engelsk rikshovmästare (lord high steward) och irländsk hertig samt som lordlöjtnant åter Irlands regent. Från denna post avlägsnades han 1669 genom intriger av Buckingham och Arlington, levde sju år i onåd – då han 1670 utsattes för ett mystiskt mordförsök av stråtrövaren Blood – men blev åter lordlöjtnant 1677–82 och 1684 samt upphöjdes 1683 till engelsk hertig. Ormonde, vars offentliga verksamhet alltid kännetecknats av obrottslig lojalitet mot huset Stuart, begravdes i Westminster Abbey.
Hans syster Eleanor Butler (död 1682) gifte sig med Donagh MacCarthy, 1:e earl av Clancarty (död 1665), ättling av den gamla kungadynastin i Desmond.